# La casa sull'estuario
La casa sull'estuario (The House on the Strand) è un romanzo di Daphne du Maurier, pubblicato nel 1969. Il romanzo si colloca tra i generi storico, fantasy, giallo e psicologico, ed è ambientato in Cornovaglia, regione cara alla scrittrice.

## Trama
Il protagonista, Dick Young, un editore in pausa lavorativa, si vede offerta una vacanza nella casa del suo amico fraterno fin dai tempi del college, il professore Magnus, scienziato un po' particolare, che lo coinvolge in un esperimento-ricerca utilizzando una potente droga che riesce a trasportare chi la assume, per un breve lasso di tempo, nel passato denso di storia della zona di Par, Tywardreath e altri dintorni della Cornovaglia. In un crescendo di avvenimenti tra passato e presente, si intrecciano le storie di Dick, la moglie americana Vita, i due figli di lei, il professore Magnus e altri abitanti del luogo, facenti parte sia del presente che del passato, fino all'epilogo in cui passato e presente si fonderanno.